# 雷巴爾基內
50°22′37″N 37°14′5″E / 50.37694°N 37.23472°E
雷巴爾基內（烏克蘭語：Рибалкине）是位於烏克蘭東部的村莊，由哈爾科夫州丘胡伊夫区的沃夫昌斯克市鎮負責管轄。該村始建於1920年，面積0.03平方公里，海拔高度187米，2001年人口3，人口密度每平方公里96.8人。